# Morgado de Santão
O Morgado de Santão é um morgadio português instituído no início do século XVI por Pedro Brandão, 1.º Morgado de Santão, Senhor de Santão.
O morgado ou morgadio era uma instituição nobiliárquica ibérica consistindo de regras de sucessão de títulos e propriedades com fins de perpetuar o nome de uma família.

## Linhagem
D. Pedro Brandão, o 1.º Morgado casou com D. Mécia Rebelo, filha de D. Afonso Vieira de Sousa e de Catarina Rebelo. O seu filho, Gaspar de Sousa, 2.º Morgado de Santão, casou com D. Juliana de Freitas Peixoto. Foram pais de Pedro de Sousa Brandão, 3.º Morgado, pai de D. Catarina Rebelo Brandão, 4.ª Morgada. Esta senhora casou com Pedro Machado (da Casa d'Entre Homem e Cávado), foi senhor da quinta da Granja, bisneto por legítima varonia dos primeiros senhores de Entre Homem e Cávado. Foram pais do 5.º Morgado, Manuel Machado Brandão, senhor da Granja e Santão, que se casou com D. Maria de Sousa Lobo (Alvito), neta de D. Diogo de Sousa, filho de D. Francisco de Sousa, senhor de Calhariz. Era esta D. Maria de Sousa e Lobo filha de D. João Rodes Lobo, Fidalgo da Casa Real, era bisneto por legítima varonia do casamento do 1.º barão de Alvito, D. João Fernandes da Silveira e de sua mulher, D. Maria de Sousa Lobo, 5.ª senhora de Alvito. A 6.ª Morgada foi D. Maria de Sousa e Lobo, filha dos 5.os Morgados, casou com D. Jacinto Coelho da Silva, da sucessão dos Pachecos de Ferreira d'Aves. Foram estes 6.os Morgados pais de António Machado de Sousa e Lobo Brandão, 7.º Morgado de Santão, senhor das terras de Santão e da Granja. A sua filha D. Josefa Maria de Sousa e Lobo Machado, casada com Pedro da Costa Pereira, Cavaleiro da Ordem de Cristo, foi 8.ª Morgada de Santão. Foram pais do Senhor Simão Lobo de Sousa Machado, 9.º Morgado e senhor de Santão, casado com D. Emerenciana Teresa de Sá Sottomayor e Vasconcelos. O 10.º Morgado de Santão foi o Senhor Rodrigo de Sousa e Lobo Machado, casado com D. Bernarda Pereira de Sottomayor, tia do Conde de Arrochella. O 11.º foi o Senhor Simão de Sousa e Lobo Machado de Couros, casado com D. Rita Bernardina de Moraes Correia de Sá, irmã do Conde d'Azenha. O 12.º Morgado foi o Senhor Rodrigo Lobo de Sousa Machado, casado com D. Clara de Faria. O 13.º Morgado foi o 1.º Visconde de Paço de Nespereira, o Senhor Gaspar Lobo de Sousa Machado e Couros, casado com D. Maria Amélia do Carmo do Amaral Cardoso de Menezes, Viscondessa de Nespereira, filha do 1.º Visconde de Pindela.

## Solar dos Lobo Machado
O Solar dos Lobo Machado tem uma frontaria em estilo rocaille, profusamente decorada com motivos vigorosos e dinâmicos, este edifício situa-se numa das ruas nobres da cidade de Guimarães, outrora chamada de Rua Sapateira. Foi seu primeiro Senhor Rodrigo de Sousa Lobo, Abade de Santa Comba de Regilde. Após a sua morte, o palácio foi herdado pelo seu sobrinho, Simão Lobo de Sousa Machado, 5.º Morgado de Santão.

## O visconde de Paço de Nespereira
A 15 de Novembro de 1863, Gaspar Lobo de Sousa Machado e Couros casa-se com a herdeira do Paço de Nespereira, D. Maria Amélia Cardoso de Menezes Barreto do Amaral, filha do 1.º casamento do 1.º visconde de Pindela com Maria do Carmo Cardoso de Meneses Barreto do Amaral.
Em 23 de Setembro de 1886, por decreto de D. Luís I de Portugal, Gaspar Lobo de Sousa Machado e Couros, 9.º Morgado de Santão foi agraciado com o título de visconde de Paço de Nespereira.
O título de visconde de Paço de Nespereira, assim como as casas pertencentes ao antigo morgado de Nespereira, o Paço de Nespereira e a casa do Proposto seriam herdados, de acordo com o velho direito, pelo filho primogénito do visconde, e já o antigo morgado de Santão seria herdado pelo seu 3.º filho mais velho, todavia a abolição dos morgados, em 1863, e a posterior extinção dos títulos nobiliárquicos pela República, a partir de 1910, inviabilizaram tais transmissões de bens na sucessão.

## Morgados de Santão
1. Pedro Brandão
2. Gaspar de Souza
3. Pedro de Souza Brandão
4. D. Catarina Rebello Brandão
5. Manuel Machado Brandão
6. D. Maria de Souza e Lobo
7. António Machado de Souza e Lobo Brandão
8. D. Josefa Maria de Souza Lobo Machado
9. Simão Lobo de Souza Machado
10. Rodrigo de Souza e Lobo Machado de Couros
11. Simão Lobo de Souza Machado
12. Rodrigo Lobo de Souza Machado
13. Gaspar Lobo de Souza Machado, 1.º Visconde de Nespereira